# Richard Holmes (biographe)
Pour les articles homonymes, voir Richard Holmes et Holmes.
Richard Holmes, né le 5 novembre 1945 à Londres, est un biographe britannique spécialisé dans la période romantique au Royaume-Uni et en France.

## Biographie
Richard Holmes a fait ses études au collège de Downside, dans le Somerset, et à Churchill College. Il est membre de la Royal Society of Literature et de la British Academy. Il a été professeur d'études biographiques à l'université d'East Anglia (2001-2007). Il est docteur honoris causa de cette université, ainsi que de l'université de Londres-Est, de l'université Kingston et du Tavistock Institute. En 1992, il a reçu l'ordre de l'Empire britannique. Il vit à Londres et dans le Norfolk avec son épouse, la romancière britannique Rose Tremain.
Parmi ses biographies les plus importantes figurent Shelley: The Pursuit, qui a obtenu le prix Somerset-Maugham ; Coleridge: Early Visions, lauréat en 1989 du Whitbread Book of the Year Prize (prix Costa) ; Coleridge: Darker Reflections, second volume de sa biographie de Coleridge, lui a valu le Duff Cooper Prize et le Heinemann Award. Son Dr. Johnson and Mr. Savage, sur l'amitié de Samuel Johnson et de Richard Savage, a reçu le prix James Tait Black Memorial.
Richard Holmes est aussi l'auteur d'un essai sur Thomas Chatterton et d'une introduction aux œuvres de Mary Wollstonecraft et de William Godwin.

## Publications
- One for Sorrow (Poems - published by Cafe Books in 1970)
- Shelley: The Pursuit (Published by Weidenfeld and Nicolson in 1974, current edition published by HarperPerennial  (ISBN 978-0-00-720458-8))
- Gautier: My Fantoms (Translation - Published by Quartet Books in 1976)
- Shelley on Love: Selected Writings (Published by Anvil Books in 1980, current edition published by HarperPress  (ISBN 978-0-00-655012-9))
- Coleridge (Past Masters) (Published by Oxford University Press in 1982)
- Nerval: The Chimeras (coauteur avec Peter Jay Published by Anvil Press in 1985)
- Footsteps: Adventures of a Romantic Biographer (Published by Hodder and Stoughton in 1985, current edition published by HarperPerenial  (ISBN 978-0-00-720453-3))
- Mary Wollstonecraft and William Godwin: A Short Residence in Sweden and Memoirs (Published by Penguin Classics in 1987)
- Kipling: Something of Myself (coauteur avec Robert Hampson - (Published in Penguin Classics in 1987)
- De Feministe en De Filosoof' (Published in Amsterdam in 1988)
- Coleridge: Early Visions (Published by Hodder and Stoughton in 1989, current edition published by HarperPerenial  (ISBN 978-0-00-720457-1))
- Dr Johnson and Mr. Savage (Published Hodder and Stoughton in 1993[2], current edition published by HarperPerenial  (ISBN 978-0-00-720455-7))
- Coleridge: Selected Poems (Editor - Published by HarperPress in 1996  (ISBN 978-0-00-255579-1))
- Coleridge: Darker Reflections (Published by HarperPress in 1998, current edition published by HarperPerenial  (ISBN 978-0-00-720456-4))
- Sidetracks: Explorations of a Romantic Biographer (Published by HarperPress in 2000, current edition published by HarperPerenial  (ISBN 978-0-00-720454-0))
- The Age of Wonder: How the Romantic Generation Discovered the Beauty and Terror of Science (Published by HarperPress in 2008  (ISBN 978-0-00-714952-0))

Ouvrages édités par Richard Holmes (Classic Biographies Series, HarperPerennial)
- Defoe on Sheppard and Wild: The True and Genuine Account of the Life and Actions of the Late Jonathan Wild by Daniel Defoe (2004,  (ISBN 978-0-00-711168-8))
- Southey on Nelson: The Life of Nelson by Robert Southey (2004,  (ISBN 978-0-00-711170-1))
- Scott on Zélide: Portrait of Zélide by Geoffrey Scott (2004,  (ISBN 978-0-00-711173-2))
- Johnson on Savage: The Life of Mr Richard Savage by Samuel Johnson (2005,  (ISBN 978-0-00-711169-5))
- Godwin on Wollstonecraft: The Life of Mary Wollstonecraft by William Godwin (2005,  (ISBN 978-0-00-711176-3))
- Gilchrist on Blake: The Life of William Blake by Alexander Gilchrist (2005,  (ISBN 978-0-00-711171-8))